# John Glen
John Glen, född 15 maj 1932 i Sunbury-on-Thames, Surrey, är en brittisk pensionerad filmregissör.
Glens stora genombrott kom med Bondfilmen Ur dödlig synvinkel (1981). Han är den regissör som regisserat flest officiella Bond-filmer, fem stycken.

## Filmografi

### Regi
- 1981 – Ur dödlig synvinkel – Roger Moore
- 1983 – Octopussy – Roger Moore
- 1985 – Levande måltavla – Roger Moore
- 1987 – Iskallt uppdrag – Timothy Dalton
- 1989 – Tid för hämnd – Timothy Dalton
- 1992 – Iron Eagle III - den sista uppgörelsen – Louis Gossett Jr.
- 1992 – Christopher Columbus - äventyraren – Marlon Brando
- 2001 – The Point Men – Christopher Lambert

### Klippning
- 1974 – Gold – Roger Moore
- 1978 – De vilda gässen – Richard Burton
- 1979 – Moonraker – Roger Moore
- 1980 – Havets vargar – Roger Moore